# اسپرینگ سیتی ۶۶
اسپرینگ سیتی ۶۶ مجموعه‌ای از دو آسمان خراش و یک مرکز خرید در کون‌مینگ, یون‌نان, چین است. این آسمان خراش ها ۳۴۹ متر (۱٬۱۴۵٫۰ فوت) و ۲۵۰ متر (۸۲۰٫۲ فوت) ارتفاع دارند. ساخت و ساز این مجموعه در سال ۲۰۱۳ آغاز شد و در سال ۲۰۱۹ تکمیل شد.  این مجموعه با نام هنگلونگ  پلازا، کون‌مینگ چینی: 恒隆广场 ‧ 昆明; پین‌یین: Hénglóng guǎngchǎng‧ kūnmíng نیز شناخته می‌شود.